# Plunket Shield 2003/04
Der Plunket Shield 2003/04, aus Gründen des Sponsorings auch State Championship 2003/04 genannt, war die 75. Saison des nationalen First-Class-Cricket-Wettbewerbes in Neuseeland und wurde vom 1. Dezember 2003 bis zum 7. März 2004 ausgetragen. Gewinner waren die Wellington Firebirds.

## Format
Die Mannschaften spielten in einer Division gegen jede andere jeweils zwei Spiele. Wenn eine Mannschaft gewinnt und auch nach dem ersten Innings führte, bekommt sie 8 Punkte. Sollte sie nach dem ersten innings zurückgelegen haben 6 Punkte. Wenn eine Mannschaft nach dem ersten Innings geführt hat und das Spiel in einem Draw endet oder das Spiel verloren wird, werden 2 Punkte gutgeschrieben. Wird das Spiel abgesagt werden 3 Punkte vergeben, wird das Spiel begonnen und es gibt keine Entscheidung nach dem 1. Innings bekommen beide Mannschaften 1 Punkt. Des Weiteren ist es möglich, dass Mannschaften Punkte abgezogen bekommen, wenn sie beispielsweise zu langsam spielen oder der Platz nicht ordnungsgemäß hergerichtet ist. Am Ende der Saison tragen der Erst- und Zweitplatzierte ein Finale aus, dessen Sieger der Gewinner des Plunket Shields ist.

## Resultate

### Gruppenphase
Tabelle
Die Tabelle der Saison nahm am Ende die nachfolgende Gestalt an.
| Teams              | Sp. | S | N | U | R | WLF | LWF | DWF | DTF | DLF | ND | A | Punkte | NRW    |
| ------------------ | --- | - | - | - | - | --- | --- | --- | --- | --- | -- | - | ------ | ------ |
| Wellington         | 8   | 2 | 0 | 0 | 0 | 1   | 0   | 0   | 0   | 3   | 2  | 0 | 24     | +2.970 |
| Canterbury         | 8   | 2 | 1 | 0 | 0 | 0   | 0   | 3   | 0   | 2   | 0  | 0 | 22     | +4.896 |
| Otago              | 8   | 1 | 2 | 0 | 0 | 1   | 0   | 2   | 0   | 0   | 2  | 0 | 20     | −0.575 |
| Auckland           | 8   | 1 | 0 | 0 | 0 | 0   | 1   | 2   | 0   | 2   | 2  | 0 | 16     | +0.103 |
| Central Districts  | 8   | 1 | 1 | 0 | 0 | 0   | 1   | 1   | 0   | 3   | 1  | 0 | 13     | −1.564 |
| Northern Districts | 8   | 0 | 3 | 0 | 0 | 0   | 0   | 3   | 0   | 1   | 1  | 0 | 7      | −6.289 |

### Finale
| 4. – 7. März Scorecard | Wellington | Canterbury 192 (78.2) & 335-8d (102) | – | Wellington 301 (129) & 182-6 (90) |
|                        |            | Remis                                |   |                                   |